# Josele Garza
Josele Garza Martínez (Ciudad de México, México, 15 de marzo de 1962), es un expiloto de carreras profesional mexicano de la serie CART World Series. Corrió siete carreras de las 500 Millas de Indianápolis. En 1981 Garza fue nombrado novato del año las 500 millas de Indianápolis después de salir en sexto lugar y terminar en el puesto 23 a los 19 años, lideró 13 vueltas y abandonó por choque en la curva tres. 
Con 19 años, dos meses y nueve días Garza fue el piloto más joven de en la Indy 500, su marca fue superada en el 2003 por AJ Foyt IV. Las normas de la USAC establecían que era necesario tener 21 años de edad, pero en la licencia de carreras de Garza aparece como de 22 años. Garza afirma que no sabe cómo se produjo el error, pero que tampoco lo notificó a oficiales.
Garza se fue sin victorias en 88 carreras de la CART.
En 1986 Garza probó un Brabham BT-55 de Fórmula 1 durante los entrenamientos libres del Gran Premio de México 1986.
A fines de los años 80s regresa a México y funda un equipo en la Copa Marlboro, el Garza Racing, con el cual tendrá años de participación en la F2 mexicana y posteriormente en la F3000. En esas series Garza correrá algunas veces, principalmente cuando muere en la pista su piloto estelar Marco Magaña en el GP de Monterrey de 1993, pero nunca en forma constante y más bien como atracción especial en ciertas carreras en las cuales los promotores lo convencen o el patrocinador se lo pide. Corre para el equipo no buscando una victoria y a la par se vuelve también un destacado comentarista deportivo en radio y televisión. 
Josele Garza es quizás uno de los pilotos olvidados del automovilismo mexicano, en parte porque corrió muy poco en las pistas de su país y su carrera terminó a los 25 años de edad.

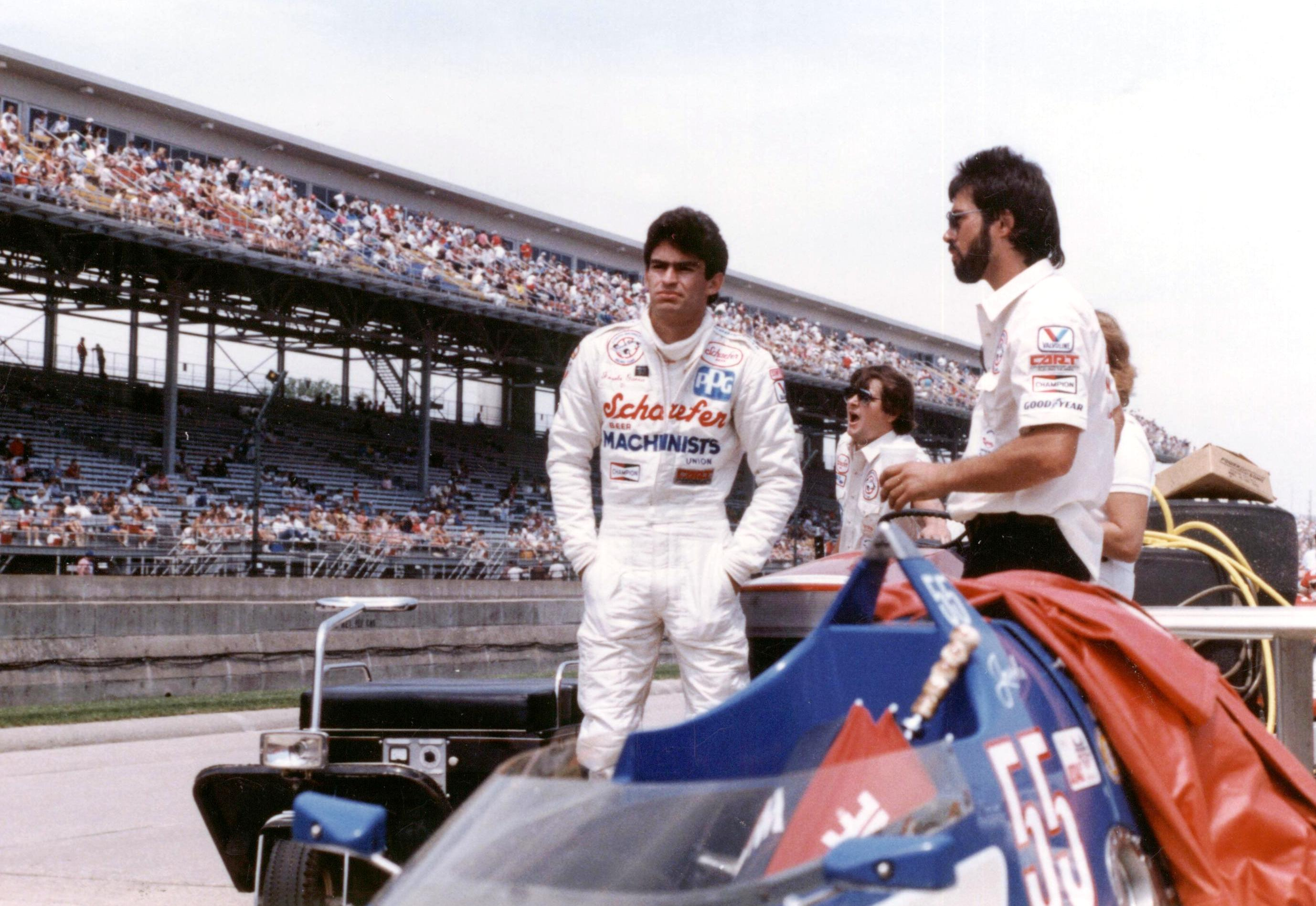
Josele Garza en las 500 millas de Indianápolis de 1986

## Resultados completos del campeonato del mundo de Fórmula 1
(Carreras en negritas indican pole position / carreras en italicas indican vuelta rápida)
| Año  | Equipo  | Chasis       | Motor     | 1   | 2   | 3   | 4   | 5   | 6   | 7   | 8   | 9   | 10  | 11  | 12  | 13  | 14  | 15     | 16  | WDC | Puntos |
| ---- | ------- | ------------ | --------- | --- | --- | --- | --- | --- | --- | --- | --- | --- | --- | --- | --- | --- | --- | ------ | --- | --- | ------ |
| 1986 | Brabham | Brabham BT55 | BMW Turbo | BRA | ESP | SMR | MON | BEL | CAN | DET | FRA | GBR | ALE | HUN | AUT | ITA | POR | MEX PO | AUS | –   | –      |

## Resultados completos en CART
(Carreras en negritas indican pole position)
| Año  | Equipo                  | 1       | 2       | 3       | 4       | 5       | 6       | 7      | 8       | 9       | 10     | 11     | 12     | 13     | 14     | 15     | 16     | 17     | Lugar | Puntos |
| ---- | ----------------------- | ------- | ------- | ------- | ------- | ------- | ------- | ------ | ------- | ------- | ------ | ------ | ------ | ------ | ------ | ------ | ------ | ------ | ----- | ------ |
| 1981 | Garza Racing            | PHX Ret | MIL 14  | ATL 12  | ATL Ret | MCH Ret | RIV Ret | MIL 8  | MCH Ret | WGL Ret | MEX 18 | PHX 6  |        |        |        |        |        |        | 21st  | 30     |
| 1982 | Garza Racing            | PHX 13  | ATL 16  | MIL 8   | CLE 14  | MCH 22  | MIL 8   | POC 15 | RIV 13  | ROA 4   | MCH 9  | PHX 18 |        |        |        |        |        |        | 13th  | 56     |
| 1983 | Machinists Union Racing | ATL     | INDY    | MIL     | CLE 17  | MCH 19  | ROA 11  | POC 9  | RIV 20  | MDO 23  | MCH 17 | CPL 11 | LAG 12 | PHX    |        |        |        |        | 22nd  | 9      |
| 1984 | Machinists Union Racing | LBH 23  | PHX DNS | INDY 10 | MIL DNS | POR 7   | MEA 23  | CLE 17 | MCH 11  | ROA 7   | POC 25 | MDO 11 | SAN 4  | MCH 10 | PHX 8  | LAG 13 | LVS 10 |        | 13th  | 42     |
| 1985 | Machinists Union Racing | LBH 28  | INDY 31 | MIL 7   | POR 12  | MEA 27  | CLE 6   | MCH 19 | ROA 18  | POC 26  | MDO 11 | SAN 6  | MCH 6  | LAG 7  | PHX 10 | MIA 9  |        |        | 12th  | 46     |
| 1986 | Machinists Union Racing | PHX 23  | LBH 7   | INDY 18 | MIL 7   | POR 17  | MEA 8   | CLE 7  | TOR 23  | MCH 2   | POC 7  | MDO 14 | SAN    | MCH    | ROA    | LAG    | PHX    | MIA 24 | 14th  | 45     |
| 1987 | Machinists Union Racing | LBH 5   | PHX 6   | INDY 17 | MIL 22  | POR 6   | MEA 24  | CLE 16 | TOR 17  | MCH 12  | POC 11 | ROA 11 | MDO 8  | NAZ 8  | LAG 8  | MIA 18 |        |        | 11th  | 46     |

## Resultados completos en las 500 millas de Indianápolis

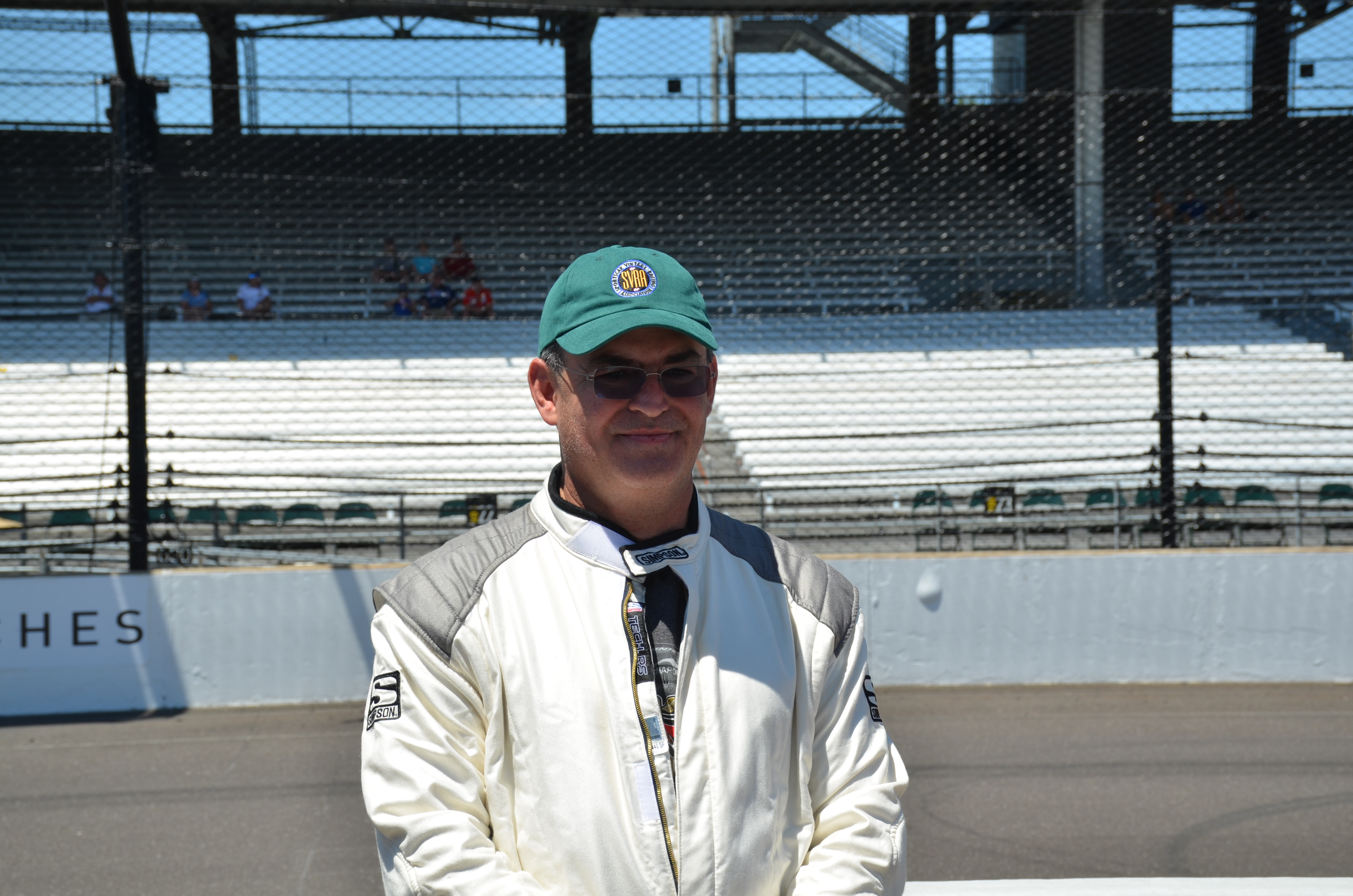
Josele Garza en el Brickyard del Indianapolis Motor Speedway en 2016.

| Año  | Chasis | Motor    | Inicio | Final |
| ---- | ------ | -------- | ------ | ----- |
| 1981 | Penske | Cosworth | 6      | 23    |
| 1982 | March  | Cosworth | 33     | 29    |
| 1983 | Penske | Cosworth | 18     | 25    |
| 1984 | March  | Cosworth | 24     | 10    |
| 1985 | March  | Cosworth | 18     | 31    |
| 1986 | March  | Cosworth | 17     | 18    |
| 1987 | March  | Cosworth | 25     | 17    |